# Grupamento de Polícia Ferroviária
O Grupamento de Policiamento Ferroviário (GPFer) é uma organização policial militar brasileira para atuação no transporte ferroviário do Rio de Janeiro. Faz parte da estrutura da Polícia Militar do Estado do Rio de Janeiro (PMERJ) como uma subunidade operacional especial. Ela é resultante da extinção do antigo Batalhão de Policiamento Ferroviário (BPFer), que foi o primeiro batalhão criado no Brasil voltado exclusivamente para o policiamento ostensivo ferroviário.
Subordinado ao Comando de Policiamento Especializado, sua sede situava-se inicialmente no bairro de Deodoro, na Zona Norte da capital fluminense e tinha como área de policiamento toda a malha ferroviária urbana que fosse utilizada por trens de passageiro na Região Metropolitana do Rio de Janeiro, atualmente estando sediado no edifício da Central do Brasil.[carece de fontes?]
Devido ao seu pioneirismo, era a unidade responsável por aplicar o Curso de Operações Policiais em Ferrovias, baseado no similar aplicado pela polícia alemã. Hoje a unidade ministra o Curso de Policiamento Especializado em Transportes Urbanos (CPETU), sendo uma Organização Policial Militar preparada para atuar em todos os modais de transportes urbanos.[carece de fontes?]